# Paul Éluard
Paul Éluard (pravo ime - Eugene Grindel), (St-Denis kraj Pariza, 14. prosinca 1895. – Charenton-le-Pont, 18. studenog 1952.), francuski pjesnik.
Bio je vojnik u Prvom svjetskom ratu i objavio plaketu proturatnih stihova "Dužost i nemir". Poslije rata istakao se u pokretu nadrealista. Za vrijeme Građanskog rata u Španjolskoj aktivno je podupirao antifašističke snage, a za njemačke okupacije Francuske najznatniji je pjesnik pokreta otpora. Pjeva o ljubavi i ljepoti, bratstvu među ljudima, a iznad svega uznosi slobodu. Napisao je uvodnu pjesmu za francusko izdanje "Jame" od Ivana Gorana Kovačića.

## Djela
- "Umrijeti od neumiranja",
- "Prijestolnica bola",
- "Javna ruža",
- "Moći sve reći",
- "Feniks".